# George Hilaro Barlow (bác sĩ)
George Hilaro Barlow (1806–1866) là bác sĩ y học, Thành viên trường Cao đẳng Y học Hoàng gia. Ông là nhà biên tập đầu tiên của Guy's Hospital Reports và là tác giả của nguyên lý A Manual of the Practice of Medicine.

## Các nghiên cứu
- "On diseases arising from the defective expansion of the lungs in early youth" London Medical Gazette (1844) Vol. 30, pp. 705–12,785-90
- A Manual of the Practice of Medicine (1856) London:John Churchill, Philadelphia:Blanchard & Lea